# 玉米爱心基金
玉米爱心基金是一个成立于2006年由中国红十字基金会设立的中国第一个由歌迷捐设和命名的专项基金。李宇春为终身代言人。2006年3月19日开始接受捐款。捐款用作救助白血病儿童、捐建博爱卫生院（站）、培训医生和救助其他重大疾病项目。

## 历史
- 2006年3月19日李宇春参加小天使基金的“百万爱心快递”公益宣传活动，在这一天，红十字会宣布，在小天使基金下设立的“玉米爱心基金”正式启动。 所得捐助将专用于救助贫困白血病儿童。“玉米爱心基金”是中国第一个以歌迷命名和捐设的专项基金。
- 2006年8月18日，中国红十字会公布，“玉米爱心基金”已累计接收玉米捐款56万多元。中国红基会已用该基金资助了21名贫困家庭的白血病儿童，资助拨款45.5万元。
- 2007年4月10日，中国红十字基金会宣布“玉米爱心基金”得到一万三千多人次的捐赠，捐款已突破百万，达到1,102,856.92元。中国红基会已用捐赠资金资助27名贫困的白血病儿童接受治疗，有6名病童完全治愈。“玉米爱心基金”确定为独立的专项基金，并聘请李宇春为该基金的终身形象代言人。
- 2007年11月12日，“玉米基金”捐赠的两所卫生站落成，李宇春赴四川雅安张家沟卫生站出席落成典礼。这所卫生站将覆盖当地全村及方圆5公里以内的5000多村民的医疗及保健工作。
- 截止到2008年2月19日，玉米愛心基金捐款總計達到2270547.06元。
- 2008年5月15日 李宇春個人向中國紅十字基金會玉米愛心基金捐款20萬元，而玉米愛心基金捐款已有120萬元。
- “玉米愛心基金”向災區撥付的款物中，其中100萬元專門資助都江堰市一所垮塌學校的重建，幫助災區孩子早日回到校園。